# Witosławice (Sainte-Croix)
Pour l’article homonyme, voir Witosławice (Opole).
Witosławice est une localité polonaise de la gmina de Waśniów, située dans le powiat d'Ostrowiec en voïvodie de Sainte-Croix.